# Neomyia marginipennis
Neomyia marginipennis är en tvåvingeart som först beskrevs av Stein 1918.  Neomyia marginipennis ingår i släktet Neomyia och familjen husflugor. Inga underarter finns listade i Catalogue of Life.